# A Little Peace and Quiet
Puțină linște și pace (titlu original: A Little Peace and Quiet) este al doilea segment al primului episod al sezonului I al serialului Zona crepusculară din 1985.

## Introducere
„Nu ar fi plăcut ca din când în când toți din jurul tău ar tăcea și nu te-ar mai bătea la cap? Nu ar fi minunat să ai destul timp liber și să visezi cu ochii deschiși? Să gândești cu voce tare fără a fi nevoie să dai explicații? Dacă ai avea puterea asta ai avea curaj să o folosești știind că chiar și tăcerea poate avea propria ei voce în Zona Crepusculară?”

## Prezentare
Penny (Melinda Dillon) este o mamă care descoperă o amuletă misterioasă. Curând devine clar că această bijuterie are puterea de a opri timpul, iar posesorul ei se poate mișca prin lume în timp ce ceilalți sunt înghețați în timp. Astfel Penny are posibilitatea de a accelera momente stresante ale vieții (cum ar fi gălăgia din interiorul familiei) și de a evita sarcini plictisitoare. Dar, curând, un război între Statele Unite și URSS duce la o apocalipsă nucleară.

## Concluzie
Acest segment, spre deosebire de altele, nu are o concluzie finală narativă, dar poate fi trasă una:
„Va trăi ea veșnic singură într-o lume tăcută dar sigură ... sau va dezgheța timpul dar lumea va fi distrusă de  un război nuclear?.”
A Little Peace and Quiet reflectă temerile din rândul populației din timpul Războiului Rece.